# Wijlre

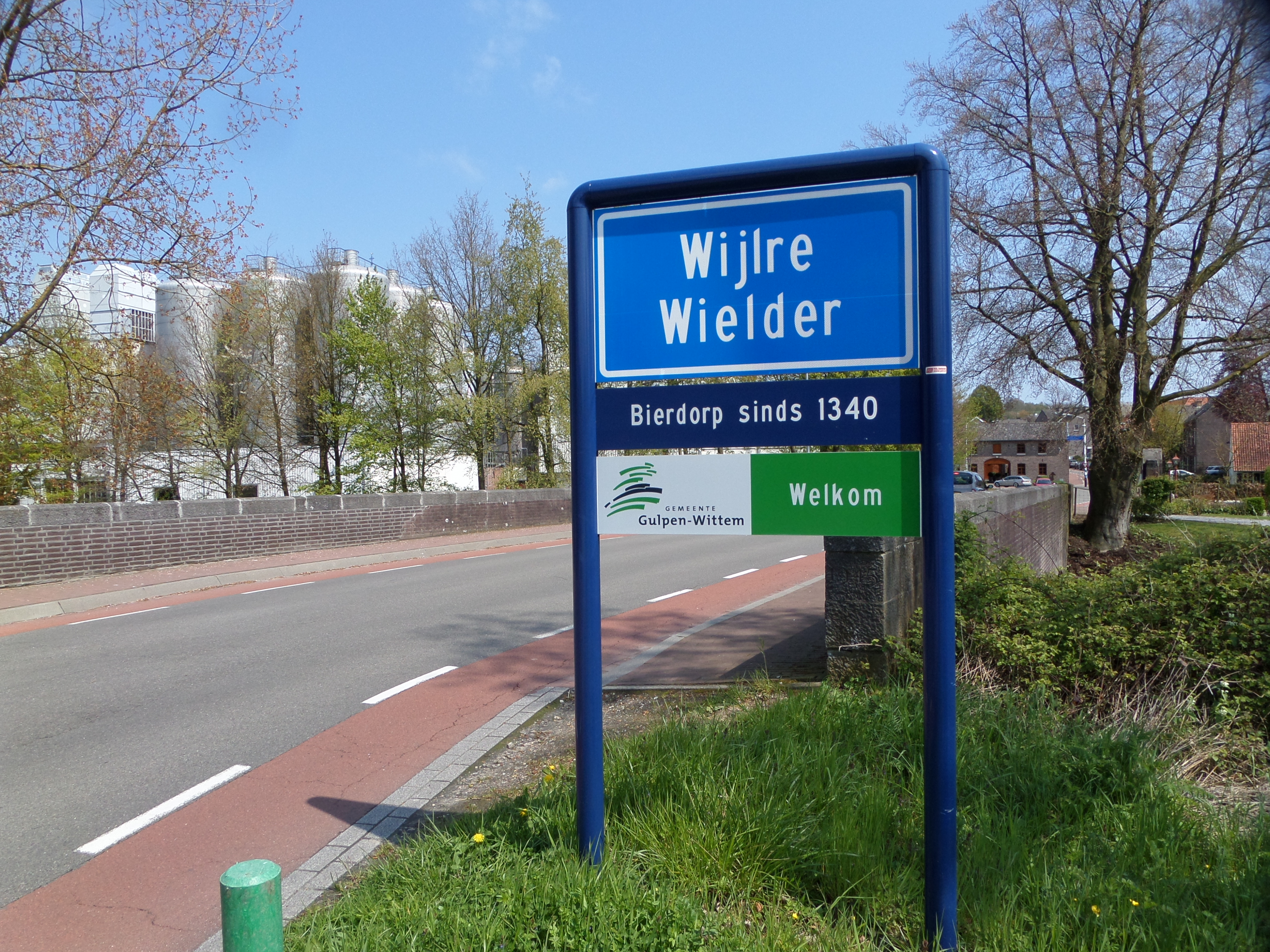
Plaatsnaambord

Wijlre (spreek uit: wiel-ree/wielrə) (Limburgs: Wielder) is een kerkdorp in de gemeente Gulpen-Wittem, in het zuiden van de Nederlandse provincie Limburg. Het dorp ligt in het Zuid-Limburgse Heuvelland. Door het dorp stroomt het riviertje de Geul. De kern Wijlre telde in 2023 circa 2.420 inwoners; in de bijbehorende buurtschappen, gehuchten en het buitengebied woonden nog eens circa 600 mensen.

## Etymologie
De naam 'Wijlre' komt van het Oud-Germaanse woord 'wiler', dat net als het Duitse woord 'Weiler' gehucht of hofstede betekent.

## Geschiedenis
Wijlre ontstond in de middeleeuwen en werd voor het eerst schriftelijk vermeld in 1147, terwijl het in 1262 een zelfstandige parochie werd.
Ten westen van het dorp stond op het plateau Het Gericht, de galg van Wijlre.
Vanaf de 12e eeuw was Wijlre een zelfstandige heerlijkheid binnen het Heilige Roomse Rijk: de Heerlijkheid Wijlre. De Fransen maakten daar in 1795 een eind aan, waarna Wijlre eerst deel uitmaakte van de Franse Republiek en Keizerrijk; na 1814 van het Koninkrijk der Nederlanden.
Tot 1981 was Wijlre een zelfstandige gemeente. In 1982 werd de voormalige gemeente verdeeld over de nieuwe gemeenten Margraten en Gulpen, waar het dorp zelf bij laatstgenoemde werd gevoegd.
Reeds in de 14e eeuw waren er brouwerijen in Wijlre. Uit deze traditie is in 1871 de huidige Brand Bierbrouwerij voortgekomen.

## Erfgoed en bezienswaardigheden
- Kasteel Wijlre dateert uit de 17e eeuw. Het werd gebouwd door de heren van Wachtendonck. In de tuin van het kasteel bevindt zich het zogenaamde Hedge House, een modern vormgegeven paviljoen ontworpen door de architect Wiel Arets dat onderdak biedt aan een orchideeënkas, een oranjerie, een kippenhok en een expositieruimte. Het kasteel wordt nog steeds particulier bewoond. Het bijhorende Hedge House, het Koetshuis, de tuin en het park zijn publiekelijk toegankelijk. De stichting buitenplaats Kasteel Wijlre is verantwoordelijk voor het behoud en beheer van de buitenplaats. Het tentoonstellingsprogramma wordt samengesteld door het Maastrichtse Bonnefantenmuseum.
- De kerk van Wijlre is gewijd aan de heilige Gertrudis van Nijvel en dateert uit de 13e eeuw. De kerk werd in 1835 herbouwd in Dorische stijl door Alois Klausener uit Aken. Aan het eind van de 19e eeuw vergrootte Pierre Cuypers de kerk. In 1925 werd het kerkgebouw vergroot door architect J.H.H. van Groenendael. De inventaris is gedeeltelijk in Lodewijk XVI-stijl.
- De watermolen "Molen van Otten" op de Geul bestond al in de 13e eeuw.
- Kasteel Cartils
- Diverse vakwerkhuizen, meest 18e-eeuws.
- Kalkovens Dikkebuiksweg
- Mariakapel in buurtschap Stokhem

## Natuur en landschap
Wijlre ligt in het Geuldal waardoor de meanderende Geul stroomt. De hoogte van het dorp bedraagt ongeveer 100 meter. Aan de westzijde van het dal liggen enkele hellingbossen op de rand van het Plateau van Margraten, hier vindt men onder meer de gele anemoon. Vanuit het dal snijden meerdere droogdalen in op het plateau, te weten de Gronselergrub, Abelschegrub en Beertsengrub. Aan de oostzijde ligt de Eyserberg op de zuidwestelijke rand van het Plateau van Ubachsberg met het Eyserbos. Aan de westzijde van dit plateau wordt deze bij Wijlre door twee droogdalen ingesneden, door het Droogdal van Colmont en de Elkenradergrub.

## Verkeer en vervoer
Station Wijlre is een halteplaats voor treinen van de Zuid-Limburgse Stoomtrein Maatschappij. Het station ligt aan de spoorlijn Aken - Maastricht, waarvan een deel, tussen Schin op Geul en Vetschau, in gebruik is bij de ZLSM.
Van 28 juni 1922 tot 5 april 1938 had Wijlre bij hetzelfde station tevens een halte van de tramlijn Gulpen-Wijlre-Vaals, onderdeel van de tramlijn Maastricht - Vaals. Voor deze tramlijn werd er bij de buurtschap Cartils een talud aangebracht om de Geul en de Eyserbeek te overbruggen. Dit talud is zichtbaar in het landschap aanwezig.

## Geboren in Wijlre
- Antoon Coolen (17 april 1897 - 9 november 1961), schrijver
- Sjef Hensgens (27 januari 1948 - 19 mei 2024), atleet
- Olaf Sleijpen (10 augustus 1970), econoom
- Kjell Knops (21 juli 1987), voetballer

## Afbeeldingen

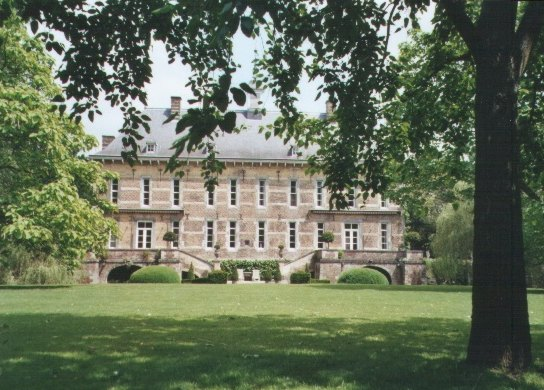
Kasteel Wijlre
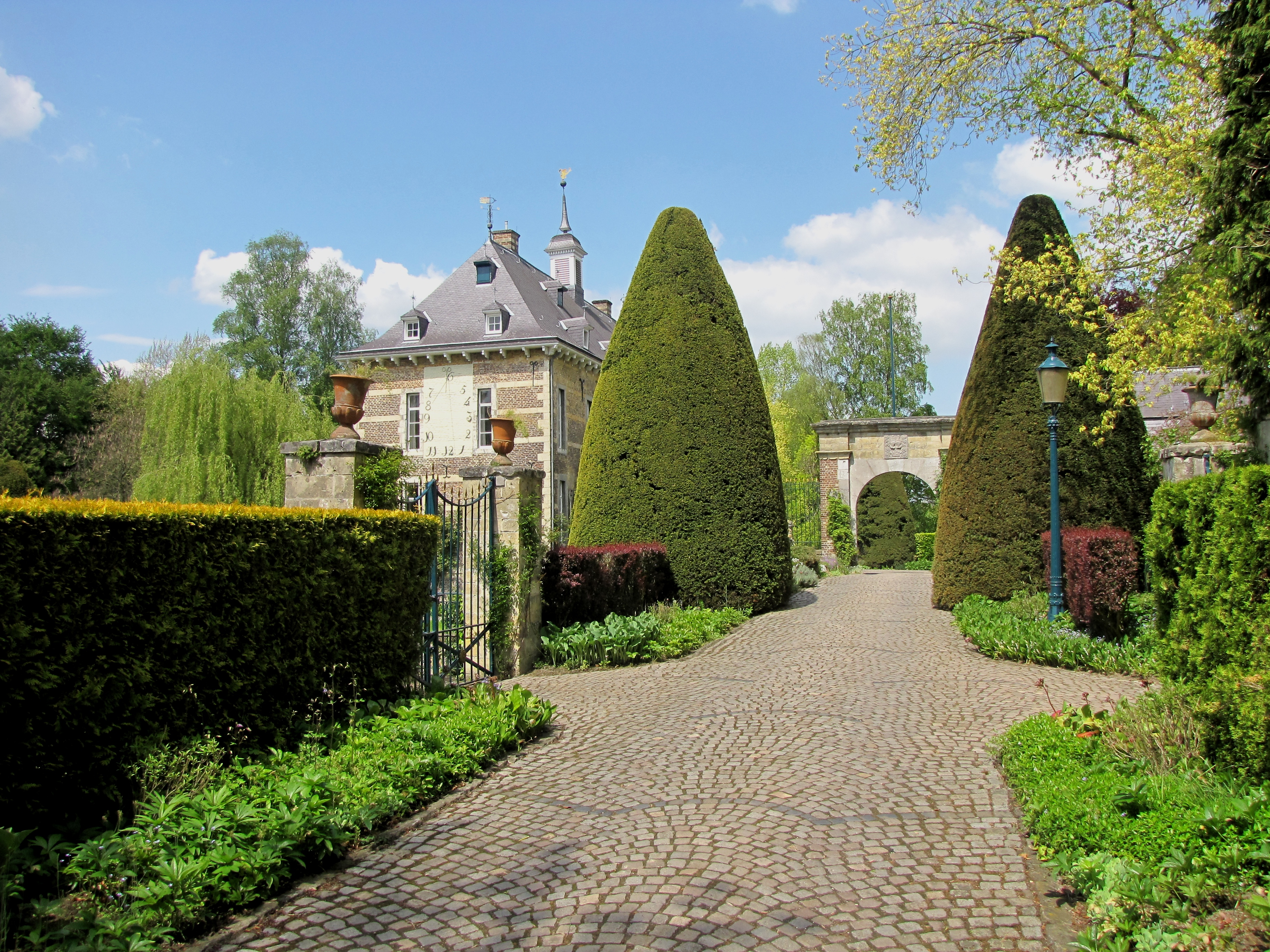
Kasteel Wijlre
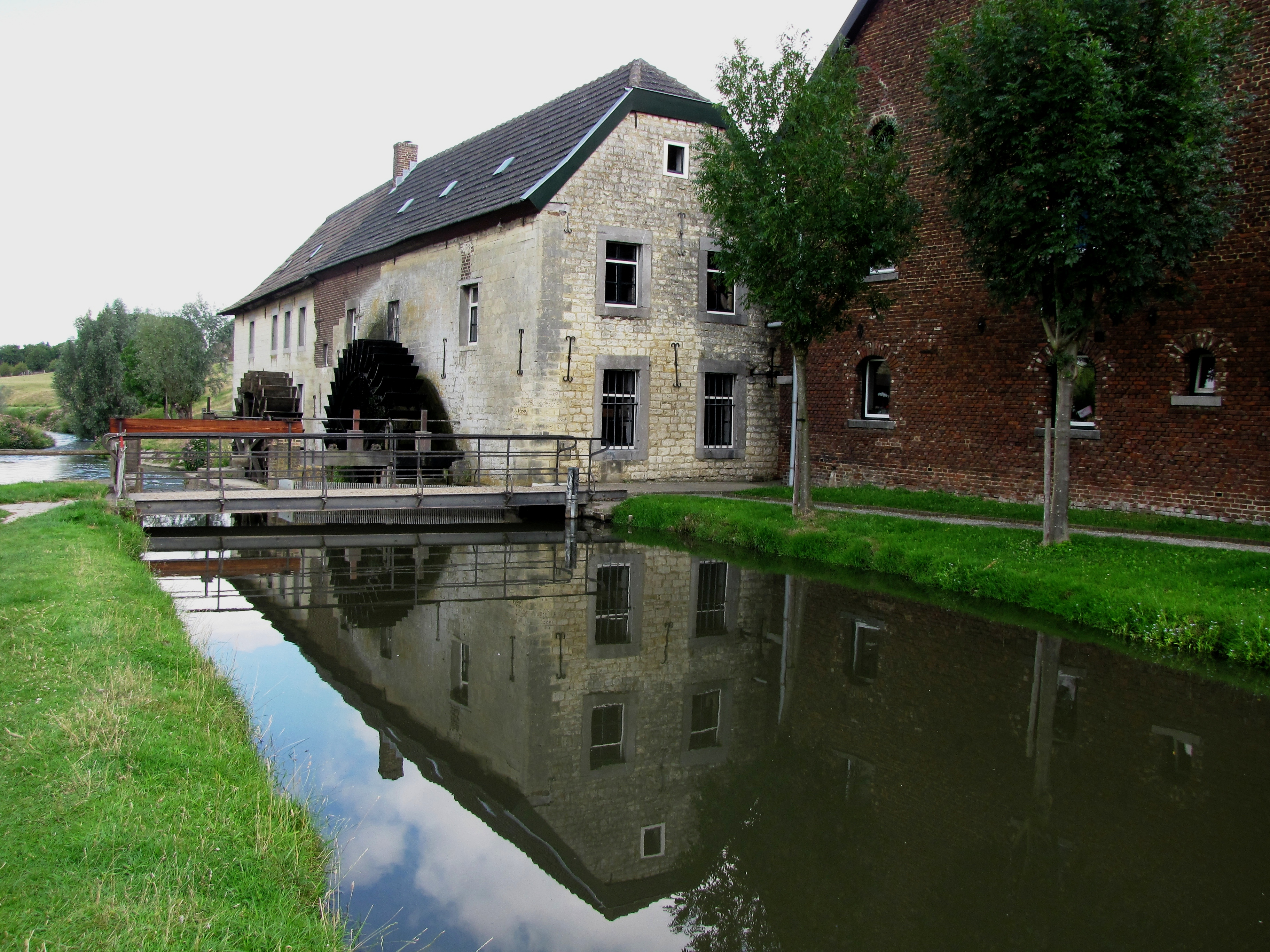
Watermolen
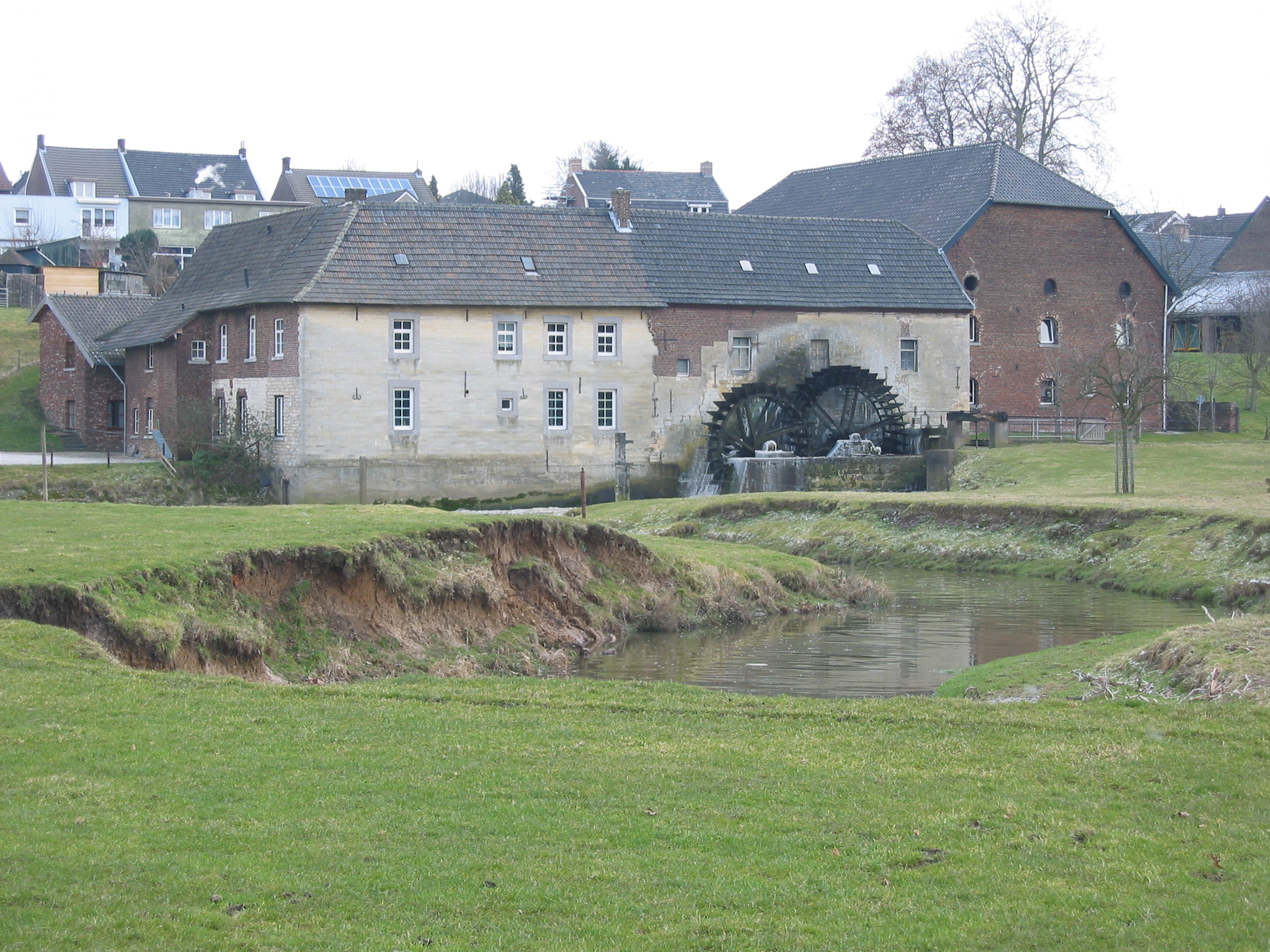
Watermolen Molen Otten
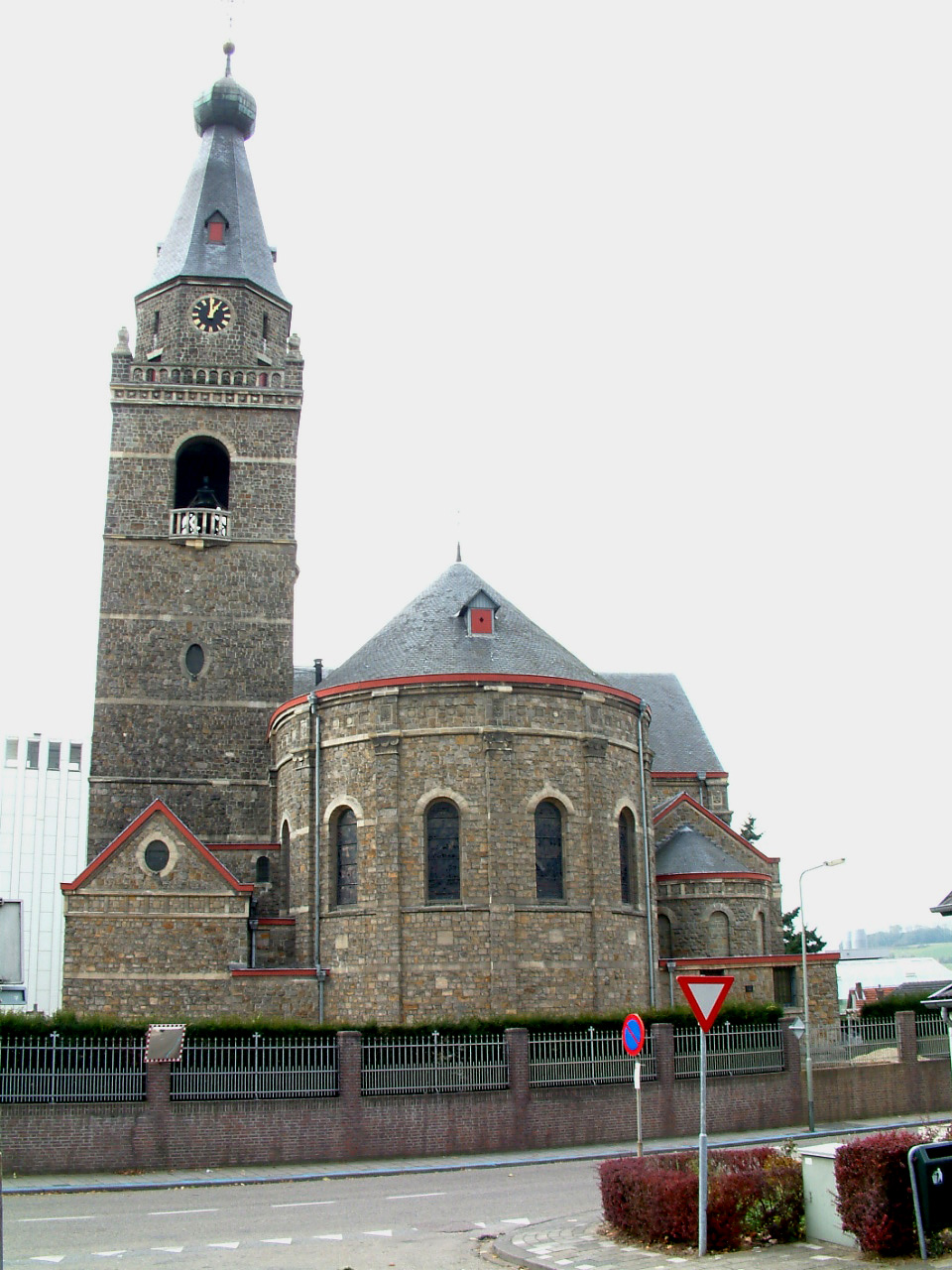
Sint-Gertrudiskerk
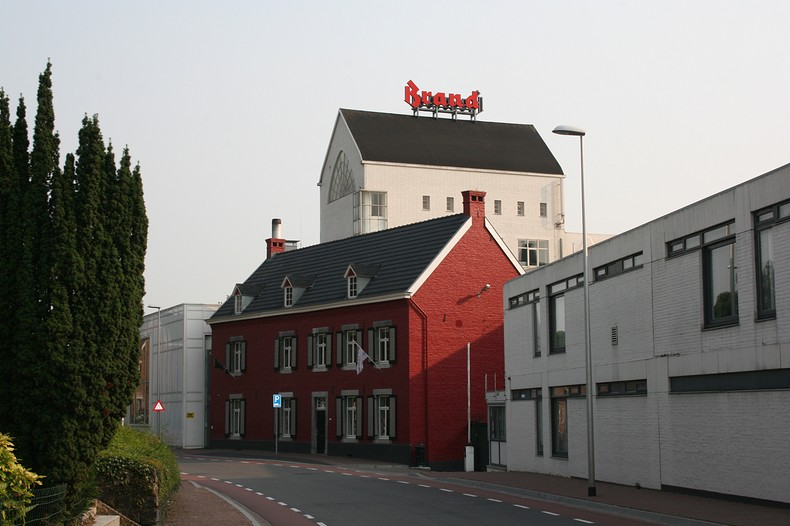
Brand brouwerij
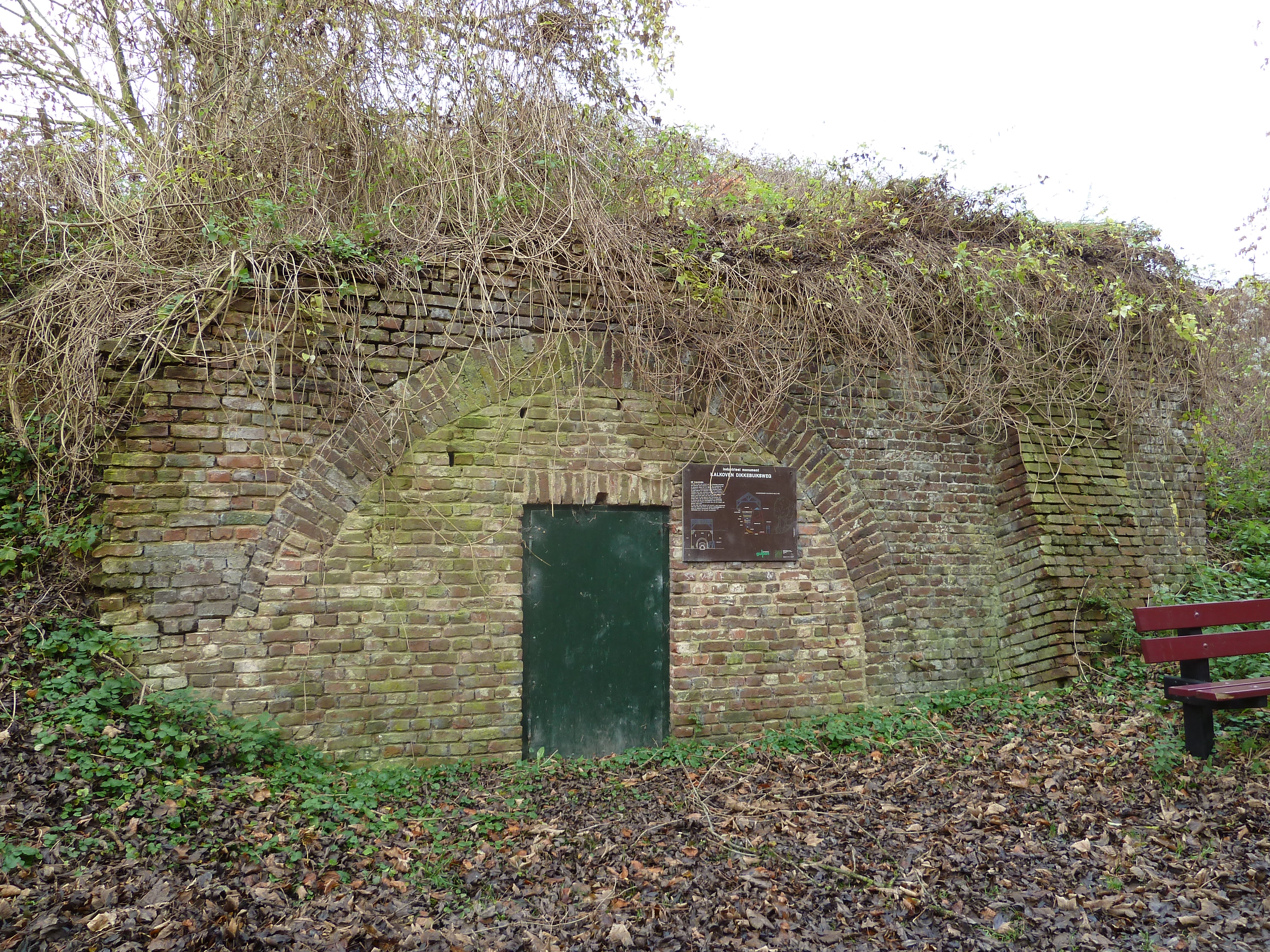
Industrieel monument Kalkoven Dikkebuiksweg
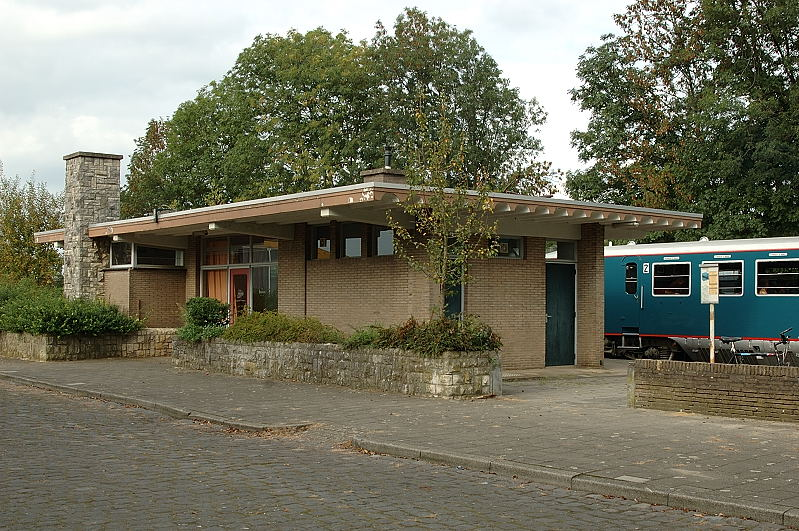
Station Wijlre
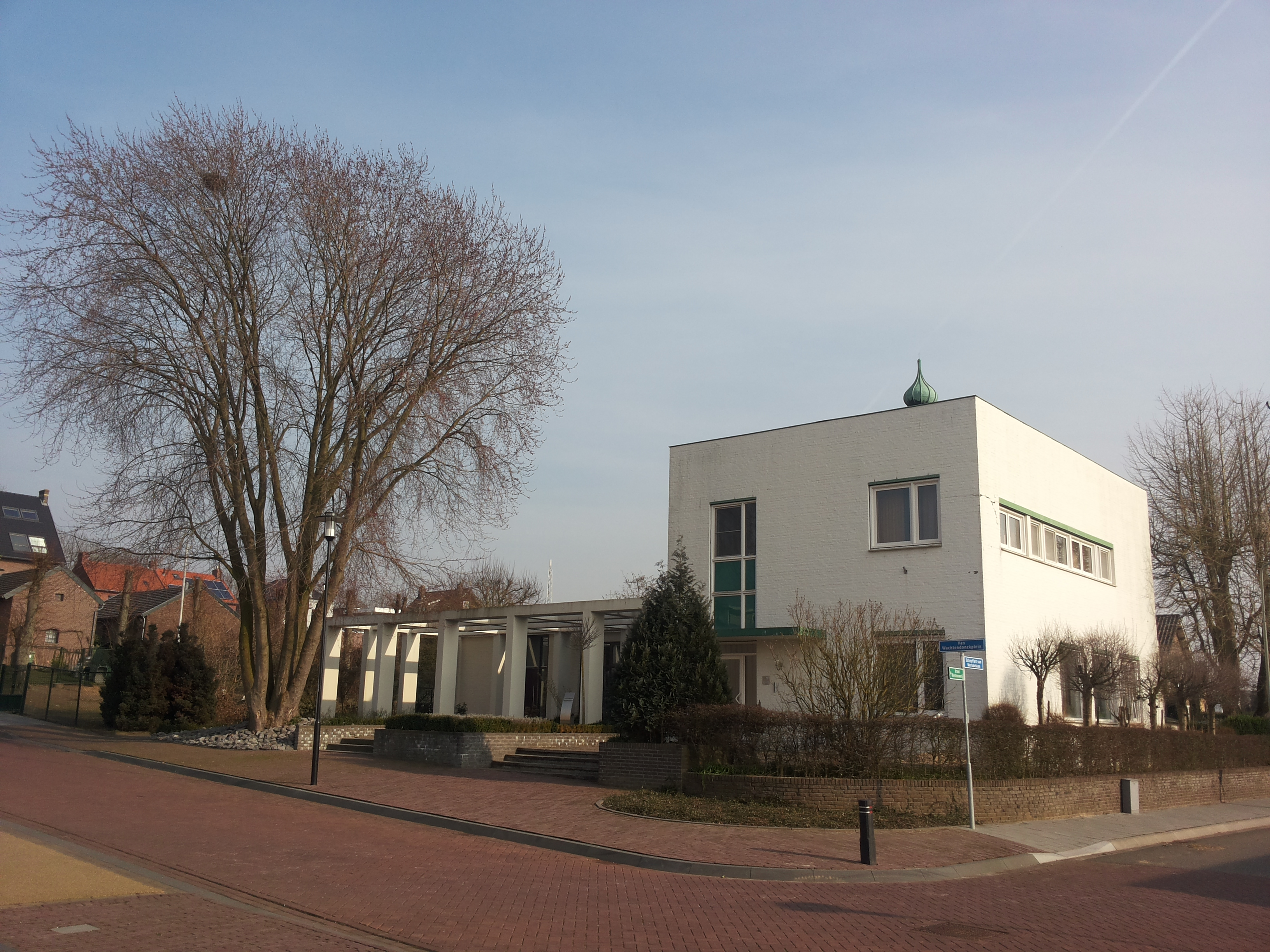
Het voormalige gemeentehuis van de gemeente Wijlre

## Nabijgelegen kernen
Gulpen, Eys, Schin op Geul, Ubachsberg
Bij Wijlre behoren ook de buurtschappen en gehuchten Etenaken, Berghof, Cartils, Kapolder, Elkenrade, Stokhem en Beertsenhoven.
Dorpen: Epen · Eys · Gulpen · Mechelen · Nijswiller · Partij-Wittem · Reijmerstok · Slenaken · Wahlwiller · Wijlre

Gehuchten en buurtschappen: Beertsenhoven · Berghem · Berghof · Beutenaken · Billinghuizen · Bissen · Bommerig · Broek · Cartils · Crapoel · Dal · Diependal · Elkenrade · Elzet · Eperheide · Etenaken · Euverem · Eyserhalte · Eyserheide · Gracht Burggraaf · Heijenrath · Helle · Hilleshagen · Höfke · Hoogcruts · Hurpesch · De Hut · Ingber · Kapolder · Kleeberg · Klein-Kullen · Klein-Kuttingen · Kosberg · Kuttingen · Landsrade · Overeys · Overgeul · Partij · Pesaken · De Piepert · Plaat · Schilberg · Schweiberg · Sinselbeek · Stokhem · Terpoorten · Terziet · Trintelen · Waterop · Wittem

Limburg: Steden en dorpen      Nederland: Provincies · Gemeenten